# 소부 (관직)
소부(少府)는 고대 중국의 관직이다.

## 진
진나라 때 처음으로 설치되었으며, 산·바다·연못 등의 세금과 천자의 경비(經費)·궁중 잡무를 관리하였다. 이후 장작소부·중소부(中少府)로 세분화되어, 전한 초기까지 이어졌다.

## 전한
승(丞) 6명을 두었다. 속관은 다음과 같다.
| 명칭                     | 담당 업무           | 속관              | 비고                                               |
| ------------------------ | ------------------- | ----------------- | -------------------------------------------------- |
| 상서령(尙書令)           | 문서                | 승 4명            |                                                    |
| 부절령(符節令)           | 부절                | 승 1명            |                                                    |
| 태의령(太醫令)           | 의료                | 승 1명            |                                                    |
| 태관령(太官令)           | 반찬                | 승 7명            |                                                    |
| 탕관령(湯官令)           | 떡                  | 승 1명            |                                                    |
| 도관령(導官令)           | 쌀                  | 승 1명            |                                                    |
| 악부령(樂府令)           | 음악                | 승 5명            | 수화 2년(기원전 7년) 폐지                          |
| 약로령(若盧令)           | 병기고              | 승 1명            |                                                    |
| 고공실령(考工室令)       | 병기 제작           | 승 1명            | 태초 원년(기원전 104년), 고공령(考工令)으로 고침   |
| 좌익령(左弋令)           | 사냥                | 승 9명·위(尉) 2명 | 태초 원년, 차비령(佽飛令)으로 고침                 |
| 거실령(居室令)           | 미앙궁 유지보수     | 승 1명            | 태초 원년, 보궁령(保宮令)으로 고침                 |
| 감천거실령(甘泉居室令)   | 감천궁 유지보수     | 승 5명            | 태초 원년, 곤대령(昆臺令)으로 고침                 |
| 좌·우사공령(左·右司空令) |                     | 승 1명            |                                                    |
| 동직령(東織令)           |                     | 승 1명            | 하평 원년(기원전 28년) 폐지                        |
| 서직령(西織令)           |                     | 승 1명            | 하평 원년, 직실령(織室令)으로 고침                 |
| 동원장령(東園匠令)       | 능묘 내부의 기물    | 승 1명            |                                                    |
| 포인장(胞人長)           | 도축                | 승 1명            |                                                    |
| 도수장(都水長)           |                     | 승 1명            |                                                    |
| 균관장(均官長)           |                     | 승 1명            |                                                    |
| 상림원지감(上林苑池監)   | 상림원 내부의 연못  | 승 1명            |                                                    |
| 중서알자령(中書謁者令)   |                     | 승 1명            | 건시 4년(기원전 29년), 중알자령(中謁者令)으로 고침 |
| 황문령(黃門令)           | 금중의 인원배치     | 승 1명            |                                                    |
| 구순령(鉤盾令)           | 궁궐 안의 동산      | 승 5명·위 2명     |                                                    |
| 상방령(尙方令)           | 황제가 쓰는 물건    | 승 1명            |                                                    |
| 어부령(御府令)           | 황제의 의복         | 승 1명            |                                                    |
| 영항령(永巷令)           | 후궁의 거처         | 승 8명            | 태초 원년, 액정령(掖廷令)으로 고침                 |
| 내자령(內者令)           | 궁중의 휘장 및 의복 | 승 1명            |                                                    |
| 환자령(宦者令)           | 환관                | 승 7명            |                                                    |

이외에 부서별로 복야(僕射)·서장(署長)·중황문(中黃門)이 속하였다.

## 신
공공(共工)이라고 고쳤다.